# Polypodium brevifrons
Polypodium brevifrons là một loài dương xỉ trong họ Polypodiaceae. Loài này được Scort., v.A.v.R. mô tả khoa học đầu tiên năm 1909.
Danh pháp khoa học của loài này chưa được làm sáng tỏ. 